# Nikolaj Efimovič Varfolomeev
Nikolaj Efimovič Varfolomeev (in russo Николай Ефимович Варфоломеев?; Saratov, 29 settembre 1890 – Mosca, 8 maggio 1939) è stato un generale sovietico, che insieme ai generali Vladimir Kiriakovič Triandafillov e Georgij Samojlovič Isserson fu tra i principali collaboratori del Maresciallo dell'Unione Sovietica Michail Nikolaevič Tuchačevskij, nell'opera di riorganizzazione e modernizzazione dell'Armata Rossa avviata negli anni trenta del XX secolo. Tale modernizzazione atta a superare il concetto di guerra di trincea, o statica, diede vita ai progetti di "battaglia in profondità" (glubokij boj) e di "operazione in profondità" (glubokaja operacija). Queste elaborazioni teoriche e la relativa progettazione e produzione di armamenti idonei posero nella metà degli anni Trenta la dottrina militare sovietica all'avanguardia nel mondo.

## Biografia
Nacque a Saratov il 29 settembre 1890, figlio di un mercante. Conseguito il diploma preso la Scuola imperiale di Saratov nel 1908, in quell'anno fu ammesso a frequentare la Scuola militare di Kazan', dove ottenne il brevettò nel 1910. Al termine della scuola prestò servizio come ufficiale di batteria in una brigata di artiglieria (Tambov) dell'Esercito imperiale russo.  Dopo lo scoppio della prima guerra mondiale combatté sul fronte occidentale e su quello sud-occidentale in forza all'11ª Brigata di artiglieria pesante. Nel corso del 1916 ricoprì incarichi di stato maggiore presso il quartier generale del XXIV Corpo d'armata, e nel novembre di quell'anno fu distaccato per seguire i corsi di studio all'Accademia di stato maggiore di Nikolaev. Al termine del primo anno, nel giugno del 1917, ritornò al quartier generale del XXIV Corpo d'armata, e nell'autunno dello stesso anno riprese i suoi studi presso l'Accademia, ottenendo il brevetto nel marzo del 1918. Al termine delle ostilità aveva il grado di capitano. Nel marzo del 1918 si arruolò volontario nell'Armata rossa, assegnato alla 7ª Divisione fanteria, e nel mese di maggio fu inviato a Pskov come membro della commissione che doveva delimitare i confini tra la Russia e la Germania in conformità alla firma del trattato di pace di Brest-Litovsk.
Durante gli anni di guerra civile, ricoprì svariati incarichi. Primo assistente Capo di stato maggiore della 2ª Divisione fucilieri di Tver' (luglio- ottobre 1918), capo ufficio operazioni della 3ª Brigata della 7ª Divisione fucilieri (ottobre - dicembre 1918), assistente Capo di stato maggiore per le operazioni della stessa divisione  (dicembre 1918 - gennaio 1919). Dal gennaio al giugno 1919 fu posto in posizione di riserva, causa malattia, presso la sede del distretto militare di Jaroslavl'. Ritornò in servizio nel mese di luglio, assegnato al servizio informazioni della 16ª Armata, e dal mese di agosto assunse l'incarico di capo ufficio operazioni presso il Quartier generale della stessa armata. Rimase in servizio presso la 16ª Armata fino al 4 aprile 1921, e dal 28 giugno assunse l'incarico di capo ufficio operazioni presso il quartier generale del fronte occidentale, dove rimase fino al 13 dicembre 1922 quando venne arrestato con l'accusa di avere smarrito documenti segreti. 
Il 31 marzo 1923 il collegio militare della Corte Suprema dell'URSS lo condannò a cinque anni di prigione, che una successiva amnistia ridusse la pena a due anni e mezzo. La punizione fu riconosciuta subordinata a un periodo di prova della durata di tre anni. Rilasciato nell'aprile 1923, il 7 maggio fu messo a disposizione del quartier generale dell'Armata Rossa, divenendo insegnante di tattica e strategia presso l'Accademia militare dell'Armata Rossa. Dal giugno 1925 assunse l'incarico, su ordine di Michail Nikolaevič Tuchačevskij, di vicedirettore generale per l'insegnamento della strategia militare presso tutte le accademie militari sovietiche. Dal marzo 1929 divenne direttore anziano dell'Accademia militare, nel frattempo intitolata a Michail Vasil'evič Frunze. 
Nel 1934 fu assegnato il titolo accademico di "Professore associato", e nell'ottobre dello stesso anno fu ricercatore nel comitato editoriale dell'"Enciclopedia militare sovietica". 
Promosso generale di brigata il 5 dicembre 1935, lasciò l'Accademia nel giugno 1937 per assumere l'incarico di capo di stato maggiore del Distretto Militare del Volga, ricoprendolo fino al 3 maggio 1938, quando fu arrestato su ordine del Collegio militare della Corte suprema dell'URSS. Condannato a morte il 19 marzo 1939, la sentenza fu eseguita l'8 maggio presso il Cimitero Donskoï di Mosca. Dopo la morte di Stalin fu pienamente riabilitato, e reintegrato nel grado, con determinazione del collegio militare della Corte suprema dell'Unione Sovietica l'11 aprile 1956.

## Pubblicazioni
- Kharakter operatsii sovremennykh armii, Gosvoenizdat, Mosca, 1936.[5]
- Nastupatenl'naia operatsiia (po opytu Am'enskogo sraznheniia 8 avgusta 1918), Gosvoenizdat, Mosca, 1937.[5]
- Udarnaia armii, Gosvoenizdat, Mosca, 1937.[5]

Articoli
- Dvizhenie presleduiushehei armii k poliu reshitel'nogo srazheniia, in Revolutsiia i voina n.13, 1921.[4]
- Strategiia v akademicheskoi postanovke, in Revolutsiia i voina n.13, 1921.[4]
- Manevry na zapfronte in Revolutsiia i voina n.19, 1923.[4]
- Strategicheskoe narastanie i istoshchenie v grazhdanskoi voine, in  Grazhdanskaia voinia 1918-1921: Voennoe iskusstvo Krasnoi armii, a cura di A.S. Bubnov, Voennyi Vestnik, Mosca, 1928.[4]
- Vozmozhnaia chislennost' budushchikh armii, in Voinia i revoliutsiia, n.23, 1927.[5]
- O Volkovyskoi operatsii, in Krasnaia Armiia: Vestnik Voenno-Nauchnogo obshchestva pri VoennoiAkademii, 11-12 (gennaio-febbraio 1922).

### Annotazioni
1. ↑  Accusato di partecipazione all'organizzazione degli ufficiali controrivoluzionari e alla cospirazione militare fascista antisovietica.

### Fonti
1. 1 2 3 4  Generals.
2. ↑  Glantz, House 2015, pp. 25-30.
3. 1 2 3 4 5 6 7 8 9 10 11 12 13 14 15 16  1937 Info.
4. 1 2 3 4 5  Frank, Gillette 1992, p. 128.
5. 1 2 3 4  Frank, Gillette 1992, p. 129.